# Косицкое (Новгородская область)
Косицкое — деревня в Батецком районе Новгородской области России. Входит в состав Передольского сельского поселения.

## География
Деревня находится в северо-западной части Новгородской области, в зоне хвойно-широколиственных лесов, на левом берегу реки Луги, при автодороге 49К-01, на расстоянии примерно 20 километров (по прямой) к юго-востоку от посёлка Батецкого, административного центра района. Абсолютная высота — 52 метра над уровнем моря.

### Часовой пояс
Деревня Косицкое, как и вся Новгородская область, находится в часовой зоне МСК (московское время). Смещение применяемого времени относительно UTC составляет +3:00.

## Население
| 2010 |
| ---- |
| 140  |

Половой состав
По данным Всероссийской переписи населения 2010 года в гендерной структуре населения мужчины составляли 47,9 %, женщины — соответственно 52,1 %.

Согласно результатам переписи 2002 года, в национальной структуре населения русские составляли 95 % из 157 чел.